# Lucy Christalnigg
Lucy Christalnigg (rojena Bellegarde) je bila nemška plemkinja, grofica, dirkalna voznica in odbornica Rdečega križa. Rojena je bila 26. junija 1872 na gradu Klingenstein v nemškem mestu Blaustein, umrla pa je 10. avgusta 1914, blizu vasi Srpenica, v Avstro-Ogrski (danes na ozemlju Slovenije). Najbolj znana je po tem, da je bila prva žrtev prve svetovne vojne na Slovenskem. 

## Življenjepis
Lucy Christalnigg se je rodila leta 1872 na gradu Klingenstein v stari avstrijsko-francoski rodbini Bellegarde, ki ima svoje korenine v Franciji in iz katere izhaja tudi slavni avstrijski general Heinrich von Bellegarde. 4. septembra 1893 se je Lucy v Gradcu poročila z grofom Oskarjem Christalniggom, koroškim plemičem in slovenskim rodoljubom, njenim daljnim bratrancem, katerega rodbina je od 15. stoletja trgovala z železom in rudninami. Po poroki sta se preselila v Celovec, kjer je Oskar imel eno izmed  mnogih hiš. Po treh neuspešnih zanositvah je Lucy dobila hčer Mario Immacolato, ki pa je zaradi zastrupitve krvi umrla pri štirih letih. Zakonca Christalnigg sta sila rada zahajala v Gorico, ki je bila takrat svetovljansko mesto in priljubljeno letovišče avstrijskega plemstva. Tam sta imela v lasti vilo Liebenwald (danes stanovanjski objekt na Pikolu), kjer sta prirejala zabave in plese. V mestu sta bila priljubljena in spoštovana, saj sta imela mnogo vplivnih prijateljev, vključno z Oskarjevo teto, grofico Selmo Coronini, ki je bila žena grofa Franca Coroninija, katerega oče je bil tutor takrat prestolonaslednika Franca Jožefa
Lucy ni bila le ena izmed prvih Korošic, ki so sedle v avtomobil, temveč tudi voznica dirkalnika. Leta 1908 je zmagala na dirki koroškega avtomobilističnega kluba in dobila pokal Wanderpreis, vozila pa je Italo 25/40 HP. Grofica je bila znana po hitri vožnji, zaradi česar je bila mnogokrat oglobljena, tako na Koroškem kot tudi v Gorici in celo v Vidmu. Že od malega je rada dirkala s konji in mnogi so ji govorili, da bo zaradi ljubezni do hitrosti umrla mlada.

## Smrt
Avgusta 1914 se je mirna Gorica hitro napolnila z naborniki z vseh okoliških vasi in Rdeči križ je začel zbirati denar za družine mladih vojakov, ki so jih z vlaki vozili v Galicijo. Lucy je hotela storiti nekaj več kot le darovati denar, zato se je vrnila v Celovec, kjer je kupila čisto nov avtomobil, ki naj bi služil kot rešilni voz. 9. avgusta zvečer se je s svojim šoferjem in mlado pomočnico Anno Steiner odpravila nazaj v Gorico. Pot do tja jo je vodila čez prelaz Predel, skozi Bovec, tik ob italijanski meji. Cesto so stražili črnovojniki, saj naj bi v takrat še nevtralno kraljevino Italijo bežali dezerterji. V tistih dneh so patrulje dobile ukaz, naj ustavijo in pregledajo vsakogar, če pa se po prvem ukazu ne ustavijo, naj jih nemudoma ustrelijo. Razglas z opozorilom je bil v skoraj vsakem časopisu. A Lucy, ki je bila znana po neučakanosti, je prek vplivnih prijateljev poskrbela, da so vsi orožniki dobili sporočilo, da se bo tistega dne peljala proti Gorici. Razen treh črnovojnikov, ki so patruljo postavili kilometer stran od vasi Srpenica.

Med njimi je tam stražil tudi 42-letni Peter Fon, bivši vojak in domačin, prestar, da bi ga poslali v Galicijo. Na dolgi ravnini je popotnike ustavljal in preverjal, kar se je namenil storiti tudi v noči na 10. avgust, ko je po makadamski poti pridrvela Lucy Christalnigg. Ker se ni ustavila niti po dveh opozorilnih strelih, je nameril v vozilo in dvakrat ustrelil. Grofico je zadel v glavo in jo na mestu ubil. Preiskava je kasneje pokazala, da je grofica imela nogo na zavori, kar nakazuje, da je upočasnila in očitno pričakovala, da jo bo orožnik spustil naprej, kot so to storili vsi dotlej. A trije srpeniški črnovojniki so obvestilo dobili šele nekaj ur po incidentu.
Iz Gorice sta prišla zdravnika Luigi Pontoni in Wolfgang Weinlechner, slednji grofičin prijatelj. V trenutku sta potrdila njeno smrt, vaški župnik pa jo je blagoslovil. Vsi skupaj so počakali na pogrebnika, ki pa trupla nista smela premakniti, dokler nista pozno popoldne prišla vojaška komisarja v spremstvu Oskarja Christalnigga. Komisarja sta po hitrem ogledu dovolila odstranitev trupla in vozila, grof Christalnigg pa je na presenečenje vseh, še posebej Petra Fona, vse tri orožnike nagradil s petimi kronami, češ, da so vestno izpolnjevali svojo dolžnost. Ob sedmih zvečer, 10. avgusta 1914, so mrtvo grofico odpeljali nazaj v Gorico. Na kraju, kjer je grofica umrla, še danes stoji kamnit spomenik, na katerem piše "Zur erinnerung Lucy Gräfin Christalnigg, 10 August 1914" (V spomin grofici Lucy Christalnigg, 10. avgust 1914).

## Pogreb
Lucy so začasno počivališče pripravili v grobnici družine Coronini-Cronberg na pokopališču v Šempetru pri Gorici. Prišlo je toliko ljudi, da sta morala pogrebnika pokopališče zapreti. Pogreb se je začel ob šestih popoldne, 11. avgusta 1914, mašo pa je vodil šempetrski župnik, Valentin Knavs. Pogreba so se med drugim udeležili grofica Selma Coronini, grofica von Thurn, Luisa Rebek, predsednica lokalnega Rdečega križa, Adriana Thumel, pisatelj Otto de Leitgeb, predsednica goriškega ženskega društva, Matilde De Bokslaff, general Johann de Fernengel, komandir Luigi Faidutti, Anton Rebek, Henrik Cazzafura in primarij Longin Horak. 1. oktobra so grofico izkopali in jo odpeljali na Gosposvetsko polje na Koroškem, kjer je pokopana še danes.
Časopisi v Gorici, Trstu, Ljubljani, Celovcu in celo v Mariboru in na Dunaju, so v naslednjih dneh zapisali vest o prvi žrtvi Velike vojne. Tržaški časopis Edinost je že naslednjega dne na kratko opisal dogodek, prav tako mariborski Marburger Zeitung. Ljubljanski Laibacher Zeitung je o novici pisal 12. avgusta, goriški Novi čas 13. avgusta, kranjska Sava pa 14. avgusta.
1. ↑  »Dobrodelna grofica Christalnigg prva žrtev vojne na Slovenskem«.
2. 1 2  »Poslednje Poletje, Nello Cristianini«. Arhivirano iz prvotnega spletišča dne 7. februarja 2015. Pridobljeno 7. februarja 2015.
3. ↑  »Lucy, simbol pozabljene Gorice  sobota, 22. avgust 2015, Primorske Novice,«.
4. ↑  »Lucy, countess of Bellegarde«.
5. ↑  Cristianini, Nello (2014). Poslednje poletje. Gorica: Createspace Independent Pub. str. 45. ISBN 9781497578166.
6. ↑  Schindler, John R. (2001). Isonzo: The Forgotten Sacrifice of the Great War. Baltimore: Praeger. str. 36. ISBN 9780275972042.
7. ↑  Cristianini, Nello (2014). Poslednje poletje. Gorica: Createspace Independent Pub. str. 60. ISBN 9781497578166.
8. ↑  »Militärpfarrer will bedeutendes Grab retten«. Arhivirano iz prvotnega spletišča dne 6. oktobra 2014. Pridobljeno 6. oktobra 2014.
9. ↑  »Edinost: glasilo slovenskega političnega društva tržaške okolice (11.08.1914), letnik 39, številka 192«.
10. ↑  »Marburger Zeitung (11.08.1914), letnik 53, številka 97«.
11. ↑  »Laibacher Zeitung (12.08.1914), številka 185«.
12. ↑  »Novi čas (13.08.1914), letnik 5, številka 33«.
13. ↑  »Sava (14.08.1914), letnik 2, številka 33«.